# 上溝町
上溝町（かみみぞまち）は、神奈川県北部にあった自治体（町）。高座郡に属していた。
1889年（明治22年）に高座郡溝村として発足し、1926年（大正15年）の町制施行の際に上溝町と改称した。1941年（昭和16年）に近隣の1町6村と合併して相模原町となる。現在は相模原市中央区の一部である。
なお、合併以降の相模原町・相模原市の大字および町名の上溝については上溝の記事を参照。

## 概要
相模川左岸に3段の河岸段丘をなしている相模原台地の「中段」（田名原面）から「上段」（相模原面）にかけて広がっている。古くからの集落は台地中段上に、上段との境となる段丘崖（ハケ）の湧水を水源とする鳩川と姥川に沿って立地する。これに対して水に乏しい台地上段では開発が遅れ、相模野あるいは相模原と呼ばれる原野が広がっていた。
中世には鳩川、姥川沿いに溝という地名が見られ、「上、下」に分けられる。このうちの「上」に当たる部分が江戸時代に上溝村とされた。江戸時代初期の寛永年間には武蔵忍藩領とされたが、中期の元禄年間には旗本6家の相給、幕末期には幕府領（天領）、下野烏山藩領および旗本5家の相給となっていた。
台地中段上を八王子往還（大山道、旧国道129号。現在は県道に格下げ）が南北に貫通し、幕末から明治初期以降、定期市が開かれるようになって周辺地域の商業中心地として、また周辺農村における養蚕業の展開を背景に繭や生糸の集散地としても急速に発展した。
1889年（明治22年）4月1日の町村制施行に際する明治の大合併で上溝村と台地上段に位置していた田名村の飛地が合併して高座郡溝村となった。「溝村」という呼称は、隣接する「下溝村」との合併を前提としたものであったが、下溝村は当麻村（たいまむら）との合併を選び「麻溝村（あさみぞむら）」となった。1926年（大正15年）1月1日に単独で町制を施行し、上溝町と改称した。
昭和初期までに上溝には警察署（上溝警察署、現相模原警察署）や高等女学校（現神奈川県立上溝高等学校）、路線バス（現神奈川中央交通）の営業所などが開設されて、生糸取引の繁栄とともに高座郡北部の行政・経済の中心としての地位を高めた。
1930年代後半に入り、相次ぐ陸軍施設の相模原地域への進出を背景に、台地上段上の上溝町、相原村、大野村にまたがる区域で「相模原軍都計画」と呼ばれる大規模な都市計画が行われ、人口10万を想定した軍事都市建設のための区画整理事業が神奈川県によって着手された。またこれと併行して関連町村の合併が協議され、1941年（昭和16年）4月29日に近隣の1町6村（座間町、相原村、大野村、大沢村、田名村、麻溝村、新磯村）と合併して相模原町となった（ただし、旧座間町の区域は1948年（昭和23年）に座間町として再分離）。
合併後間もなく相模原町役場が淵野辺から旧上溝町役場に移転してくるなど、合併後の相模原町において上溝はその中心集落とされた。しかし、敗戦をはさんで1950年（昭和25年）に旧軍都計画区域の区画整理事業が終了すると、1954年（昭和29年）に町役場が現在地に移転したのを皮切りに、警察署などが軍都計画で行政中心区として予定された区域に相次いで移転して、相模原市（1954年（昭和29年）11月20日に市制施行）の行政中心としての地位を失った。
台地上段の軍都計画区域では区画整理事業の完成後、敗戦によって挫折した軍事都市建設に代わって、1960年代以降、東京や横浜のベッドタウンとしての宅地化の波が押し寄せ、現在までにそのほぼ全域が市街化している。一方で、台地中段の上溝旧市街の発展は遅れ、市内の商業中心地としての地位は橋本や相模大野などに完全に奪われ、淵野辺や古淵などと同等の地区中心商業地として位置づけられている。

## 沿革
- 1868年（慶応4年＝明治元年） - 高座郡上溝村のうち旧幕府領および旗本領分が神奈川府（のち神奈川県）の所属となる。
- 1871年（明治4年）7月14日（旧暦） - 廃藩置県により上溝村の烏山藩領分が烏山県の所属となる。
- 1871年（明治4年）11月14日（旧暦） - 府県の統合により、上溝村を含む高座郡全域が神奈川県の所属となる（ただし当初、高座郡は足柄県の所属とされた）。
- 1880年（明治13年） - 高座警察分署設置（→1926年（大正15年）に警察署に昇格）
- 1889年（明治22年）4月1日 - 町村制施行のため、高座郡上溝村と田名村の一部（飛地）が合併して高座郡溝村となる。
- 1911年（明治44年） - 組合立乙種鳩川農学校開設（→組合立鳩川実科高等女学校を経て、1933年（昭和8年）に神奈川県立上溝高等女学校）
- 1926年（大正15年）1月1日 - 町制を施行し上溝町と改称。
- 1931年（昭和6年） - 相模鉄道（現JR相模線）が延伸開業。当町域内に「上溝駅」（現番田駅）、「相模横山駅」（本上溝駅を経て現上溝駅）が開設される。
- 1941年（昭和16年）4月29日 - 座間町ほか6村と合併して高座郡相模原町となる（座間町は1948年（昭和23年）9月1日に分離）。
- 1954年（昭和29年）11月20日 - 相模原町が市制を施行して相模原市となる。